# Ruyschia andina
Ruyschia andina är en tvåhjärtbladig växtart som beskrevs av De Roon. Ruyschia andina ingår i släktet Ruyschia och familjen Marcgraviaceae. Inga underarter finns listade i Catalogue of Life.